# Rue Fongate
La rue Fongate est une voie située dans le 6e arrondissement de Marseille.

## Situation et accès
Elle relie l'intersection de la rue d'Aubagne et de la rue Estelle au boulevard Louis-Salvator.

## Toponymie
La rue Fongate a d’abord été une voie située au bas de la colline Fongate, quartier alors rural situé à l’ouest du plateau de Notre-Dame du Mont, renommée rue de La Palud après la construction à la fin du XVIIe siècle du couvent des Trinitaires déchaussés venus du quartier de La Palud. Le nom de Fongate est ensuite donné à une nouvelle voie créée au sommet de la colline, dans un premier temps dénommée rue Nouvelle-Fongate puis simplement rue Fongate. Étymologiquement « fongate » provient de « font-gate », « font-gatte » ou « fons-gate » : fontaine d’une terre sans cultures. Sur un plan de Marseille levé à la fin du XVIIIe siècle elle s'orthographie rue Fontgate. Elle se nomme aussi un temps, pendant la Révolution, rue des Scythes.

## Historique
La rue nouvelle rue Fongate est percée dans le secteur d’une ancienne fabrique de tuiles desservie par le chemin de la Tuilière (devenue rue d’Aubagne). Son ébauche apparaît en 1752 sur le plan Razaud conservé par les archives municipales de Marseille. Orientée nord-sud  elle vient compléter le plan en damier d’un quartier créé dans le périmètre de l’agrandissement de Marseille ordonné en 1666 par Louis XIV. Elle permet l’urbanisation du haut de la colline,. Des calades est-ouest en forte pente, projetées par le Bureau de l’agrandissement dès 1686, la relient à la rue de la Palud. La troisième calade (rue Balthazar-Dieudé) demeure un temps en impasse au niveau du pavillon que Pierre Puget a construit sur la colline Fongate vers 1690. Sa destruction permet finalement le débouché sur la rue Fongate. La rue Fongate se termine d’abord au sud sur les lices intérieures du rempart de Louis XIV. Après la démolition de celui-ci par le préfet Delacroix au début du XIXe siècle elle débouche sur un boulevard qui prend successivement les noms de boulevard Clary, d’Angoulême, des Parisiens, de Rome avant de devenir boulevard Louis-Salvator.

## Bâtiments remarquables et lieux de mémoire
Au no 18 se situe une des entrées de la Bastide Flotte de la Buzine classée monument historique. À la fin du XVIIIe siècle, au moment même où le quartier s’urbanise, Nicolas de Flotte de la Buzine fait construire en cœur d’îlot urbain une demeure sur le modèle des traditionnelles bastides marseillaises, en partie sur un terrain acheté au petit fils de Pierre Puget qui a loti la campagne de son grand-père,. D’après le plan Pierron levé en 1785, une courte allée arborée dessert alors la bastide à partir de la rue Fongate. Occupée à partir de 1832 par des institutions d'enseignement, elle fait l'objet en 2019 d'une transformation en un ensemble de logements de luxe. L’opération a bénéficié d'avantages fiscaux relatifs aux travaux réalisés sur un monument historique.